# Ginekologia onkologiczna
Ginekologia onkologiczna – specjalizacja lekarska zajmująca się diagnostyką i leczeniem nowotworów żeńskich narządów płciowych i gruczołu sutkowego. Metody leczenia w ginekologii onkologicznej obejmują leczenie chirurgiczne, leczenie systemowe – chemioterapię, hormonoterapię, terapię molekularnie celowaną, a także współpracę ze specjalistami w dziedzinie onkologii klinicznej i radioterapii onkologicznej. W Polsce konsultantem krajowym ginekologii onkologicznej od 26 marca 2021 jest prof. dr hab. n. med. Mariusz Bidziński.